# Fase (física)
Em física, fase refere-se a dois conceitos intimamente relacionados.
Quando se fala da fase de um ponto da onda diz-se da característica desse ponto em termos da sua amplitude local e da variação local dos valores da propriedade periódica (campo eléctrico, nas ondas eletromagnéticas ou pressão do ar nas ondas sonoras). Em termos matemáticos, diz-se que a fase é dada pelo valor da função e da sua derivada naquele ponto. A constante de fase (ou ângulo de fase) depende do deslocamento e da velocidade da partícula no instante t = 0.

## Equação
A fase de uma onda ou oscilação se refere a uma função senoidal com o seguinte:
{\displaystyle x(t)=\sin \left(kx+\omega t+\Phi _{0}\right)}
onde
- (kx + ωt + Φ0) é a fase
- k é o número de onda
- x é a posição no espaço
- ω é a frequência angular
- t é o tempo
- Φ0 é a constante de fase.

## Diferença de fase

θ representa a diferença de fase entre as duas ondas. O eixo horizontal representa um ângulo (fase) que está aumentando com o tempo.

Ondas em fase.

Ondas fora de fase.

Diferença de fase é a diferença, expressa em ângulo ou tempo, entre duas ondas que tenham mesma frequência e em referência ao mesmo ponto no tempo. Duas oscilações que tenham mesma frequência e fases diferentes têm uma diferença de fase, e as oscilações são ditas fora de fase entre si. O quanto esses osciladores estão fora de fase entre si pode ser expresso em graus (de 0° até 360°) ou em radianos (de 0 até 2π). Se a diferença de fase for de 180° (π radianos), as duas oscilações estão completamente fora de fase, e então uma interferência destrutiva vai ocorrer e, se for 0°, elas estarão em fase e uma interferência construtiva ocorrerá.
Tempo as vezes é usado (ao invés de ângulo) para expressar a posição dentro de um ciclo de uma oscilação. Uma diferença de fase é análoga a dois atletas correndo em uma pista circular com mesma velocidade e direção mas começando em posições diferentes da pista. Eles passam um ponto em momentos diferentes, mas a diferença dos tempos (diferença de fase) entre eles é constante. Se eles estivessem em velocidades diferentes (frequências diferentes) a diferença de fase seria indefinida e apenas refletiria as posições iniciais. Tecnicamente, diferença de fase entre duas medidas com frequência variável é indefinida e não existe.